# Рэкетс

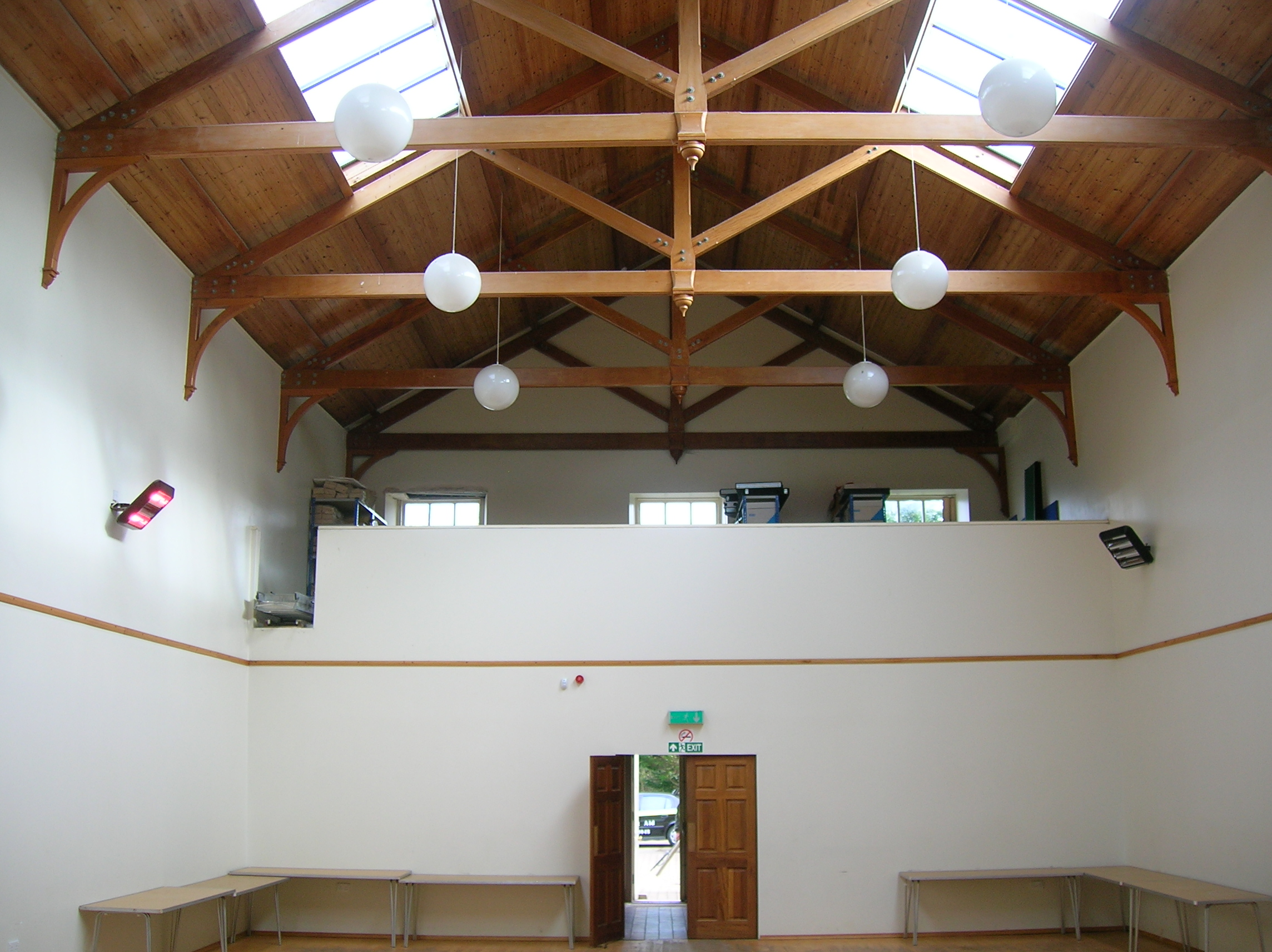
Корт для рэкетс в Эглинтоне (Англия)

Рэ́кетс (англ. rackets, от racket — ракетка) — разновидность тенниса. Игра (одиночная и парная) с мячом и ракеткой на корте без сетки со стенами. Игроки посылают мяч в стену так, чтобы он при отскоке попал на сторону площадки соперника. Возник в Англии в XVIII веке.
В XXI веке около 20 кортов для рэкетс есть в частных школах и клубах Великобритании (в частности, есть корты для рэкетс в Итонском колледже, школах Хэрроу и Рагби). Также порядка 10 кортов есть в Северной Америке. Проводятся турниры по рэкетс, есть система рейтинга игроков. Производством инвентаря для игры занимаются одна компания в Англии и одна в США.